# جيمس هونغ
جيمس هونغ (بالإنجليزية: James Hong)‏ هو منتج أفلام وكاتب سيناريو ومخرج وممثل أمريكي، ولد في 22 فبراير 1929 بمنيابولس في الولايات المتحدة. من الجوائز التي نالها جائزة آني.

## أعمال

### أفلام
- (1955) جندي الحظ
- (1966) حصى الرمال
- (1974) الحي الصيني
- (1976) الاتجاه إلى المجد
- (1980) الطائرة![3][4][5]
- (1982) بليد رانر[6][7][8][9]
- (1984) ميسنغ إن أكشن
- (1989) تانغو وكاش[10]
- (1998) مولان[11][12][13][14]
- (2007) بولز أوف فيوري[15]
- (2008) اليوم الذي تبقى فيه الأرض صامدة[16][17][18]
- (2008) كونغ فو باندا[19]
- (2011) كونغ فو باندا 2
- (2012) الخزنة[20]
- (2013) أر. أي. بي. دي
- (2016) كونغ فو باندا 3[21]

### مسلسلات
- الإبتدائية[22][23][24]
- تحسين المنزل
- تشاك
- سلاحف النينجا
- عملاء شيلد
- متمردو حرب النجوم
- نظرية الانفجار العظيم

## جوائز
- جائزة آني

## وصلات خارجية
- جيمس هونج على موقع IMDb (الإنجليزية)
- جيمس هونج على موقع ميتاكريتيك (الإنجليزية)
- جيمس هونج على موقع روتن توميتوز (الإنجليزية)
- جيمس هونج على موقع قاعدة بيانات الأفلام العربية
- جيمس هونج على موقع ألو سيني (الفرنسية)
- جيمس هونج على موقع ميوزك برينز (الإنجليزية)
- جيمس هونج على موقع تيرنر كلاسيك موفيز (الإنجليزية)
- جيمس هونج على موقع أول موفي (الإنجليزية)
- جيمس هونج على موقع قاعدة بيانات الأفلام السويدية (السويدية)
- جيمس هونج على موقع إن إن دي بي (الإنجليزية)